# Intermittent explosivitet
Intermittent explosivitet är en beteendestörning under axel 1 enligt den amerikanska diagnoshandboken för psykiatriska sjukdomstillstånd DSM-IV-tr och i ICD10 under kategorin impulskontrollstörningar. En amerikansk studie uppskattade livstidsprevalensen till 6,3 (+/- 0,7%). Diagnosen ställs i frånvaro av andra psykiska störningar som annars kan förklara beteendet, exempelvis borderline personlighetsstörning.
Definitionen av intermittent explosivitet enligt DSM-IV-tr är:
1. Flera episoder av impulsivt beteende som resulterar i allvarlig skada mot person eller egendom, där
2. det aggressiva beteendet är oproportioneligt i förhållande till omständigheterna, samt
3. det aggressiva beteendet kan inte bättre förklaras av annat psykiskt eller fysikt medicinskt tillstånd.

Även självskadebeteende räknas in under skada mot person.
Behandling med kognitiv beteendeterapi samt dialektisk beteendeterapi.
Medicinskt har tillståndet behandlats med tricykliska antidepressiva, selektiva serotoninåterupptagshämmare, antikonvulsiva läkemedel samt blodtrycksmedicinen propranolol. 
Impulsivt aggressivt beteende har tidigare kopplats till låg omsättning av serotonin, vilket syns på långa nivåer av serotonin-metaboliten 5-Hydroxyindolacetat i cerebrospinalvätskan hos försökspersoner. Tillståndet har visat sig vara associerat med en polymorfism i genen för tryptofanhydroxylas, som är hastighetsbestämmande enzym i bildandet av serotonin från utgångsämnet tryptofan genom att katalysera omvandlingen av tryptofan till 5-hydroxytryptofan, som i sin tur kan omvandlas till serotonin.